# Pierre Caron (historien)
Pour les articles homonymes, voir Pierre Caron et Caron.
Pierre Caron, né le 19 juin 1875 à Versailles et mort le 19 janvier 1952 à Paris, est un archiviste et historien français, spécialiste de la Révolution française.

## Biographie
Après sa scolarité à l'École nationale des chartes où il obtient le diplôme d'archiviste paléographe en 1898 grâce à une thèse intitulée Noël Béda, principal du collège de Montaigu, syndic de la Faculté de théologie de Paris ( ? - 1537),, il entre aux Archives nationales la même année.
Il publie plusieurs ouvrages bibliographiques au cours d'une carrière qui culmine à la direction des Archives de 1937 à 1941, date à laquelle il est mis à la retraite. Il était un des éditeurs de la collection Les états contemporains (Éditions Rieder). En 1939, il dirige la commémoration du 150e anniversaire de la Révolution française. Lors de la bataille de France, il reste à Paris avec son administration pour assurer la sauvegarde de ses fonds.
Après la Seconde Guerre mondiale, il est nommé membre du Comité d’histoire de l’Occupation et de la libération de la France (CHOLF), devenu en 1951 le Comité d'histoire de la Seconde Guerre mondiale.

## Publications
- Thèse : Noël Beda.
- Le Commerce des céréales, 1907.
- Tableaux de dépréciation du papier-monnaie, 1909.
- Paris pendant la terreur : rapports des agents secrets du ministre de l'intérieur, 1910.
- Les papiers des comités militaires de la Constituante, de la Législative et de la Convention (1789-an IV), 1912.
- Manuel pratique pour l'étude de la Révolution française, [1re éd.,1912], 2e éd., Paris, A. et J. Picard, 1947, 324 p.
- Bibliographie des travaux publiés de 1866 à 1897 sur l'histoire de la France depuis 1789, 1912, réédité quatre fois jusqu’en 1974.
- Comités militaires de la Constituante, de la Législative et de la Convention, 1913.
- Commission de subsistance de l’An II, 1924.
- La Première Terreur, 1792, vol. 1 : Les Missions du Conseil exécutif provisoire et de la Commune de Paris, Paris, Presses universitaires de France, 1950, VIII-223 p. (présentation en ligne), [présentation en ligne].
- Le Maximum général, 1930.
- Les Massacres de Septembre, P., La Maison du Livre français, 1935, XLIX-559 p.
- Liste mondiale des périodiques et bibliographies historiques, 1940.
- La Délégation française auprès de la Commission allemande d'armistice.
- Les missions du Conseil exécutif provisoire et de la Commune de Paris dans l'Est et le Nord, août-novembre 1792, 1953.

- avec Philippe Sagnac, Les comités des droits féodaux et de législation et l'abolition du régime seigneurial (1789-1793), publié cinq fois de 1907 à 1977.